# Resolució 1568 del Consell de Seguretat de les Nacions Unides
La Resolució 1568 del Consell de Seguretat de les Nacions Unides fou adoptada per unanimitat el 22 d'octubre de 2004. Després de reafirmar totes les resolucions sobre la situació a Xipre, en particular la resolució 1251 (1999), el Consell va prorrogar el mandat de la Força de les Nacions Unides pel Manteniment de la Pau a Xipre (UNFICYP) per un període addicional fins al 15 de juny de 2005.
El Consell de Seguretat va demanar a Xipre i Xipre del Nord que abordessin amb urgència la qüestió humanitària de les persones desaparegudes. Va donar la benvinguda a la revisió de la UNFICYP pel Secretari General Kofi Annan tal com es va demanar a la Resolució 1548 (2004) i la seva valoració que la violència a l'illa era cada vegada més improbable. El secretari general durà a terme una nova revisió de l'operació de les Nacions Unides a Xipre a partir de l'evolució sobre el terreny i les opinions de les parts iimplicades.
En l'extensió del mandat de la UNFICYP, la resolució va demanar al Secretari General que informés al Consell sobre l'aplicació de la resolució actual, i va fer seves les seves esmenes al concepte d'operacions i al nivell de força de la UNFICYP reduint els nivells de tropes i augmentant lleugerament la quantitat de policia. Es va instar a la part turcoxipriota a restaurar l'statu quo militar a Strovilia abans del 30 de juny de 2000 i va demanar que s'aturi la restricció imposada a l'operació de la UNFICYP